# Lijst van voetbalinterlands Gabon - Marokko
Deze lijst van voetbalinterlands is een overzicht van alle officiële voetbalwedstrijden tussen de nationale teams van Gabon en Marokko. De Afrikaanse landen speelden tot op heden negentien keer tegen elkaar. De eerste ontmoeting was een vriendschappelijke wedstrijd op 1 oktober 1993 in Rabat. Het laatste duel, een kwalificatiewedstrijd voor de Afrika Cup 2025, werd gespeeld op 15 november 2024 in Franceville.

## Wedstrijden
| №  | Plaats      | Datum            | Competitie                           | Wedstrijd       | Uitslag |
| -- | ----------- | ---------------- | ------------------------------------ | --------------- | ------- |
| 1  | Rabat       | 1 oktober 1993   | Vriendschappelijk                    | Marokko − Gabon | 1 − 0   |
| 2  | Libreville  | 6 april 1997     | WK 1998 kwalificatie                 | Gabon − Marokko | 0 − 4   |
| 3  | Casablanca  | 16 augustus 1997 | WK 1998 kwalificatie                 | Marokko − Gabon | 2 − 0   |
| 4  | Libreville  | 2 september 2000 | Afrika Cup 2002 kwalificatie         | Gabon − Marokko | 2 − 0   |
| 5  | Fez         | 16 juni 2001     | Afrika Cup 2002 kwalificatie         | Marokko − Gabon | 0 − 1   |
| 6  | Libreville  | 7 september 2002 | Afrika Cup 2004 kwalificatie         | Gabon − Marokko | 0 − 1   |
| 7  | Rabat       | 20 juni 2003     | Afrika Cup 2004 kwalificatie         | Marokko − Gabon | 2 − 0   |
| 8  | Rabat       | 15 november 2006 | Vriendschappelijk                    | Marokko − Gabon | 6 − 0   |
| 9  | Casablanca  | 28 maart 2009    | WK 2010 kwalificatie                 | Marokko − Gabon | 1 − 2   |
| 10 | Libreville  | 10 oktober 2009  | WK 2010 kwalificatie                 | Gabon − Marokko | 3 − 1   |
| 11 | Libreville  | 27 januari 2012  | Afrika Cup 2012                      | Gabon − Marokko | 3 − 2   |
| 12 | Marrakesh   | 5 maart 2014     | Vriendschappelijk                    | Marokko − Gabon | 1 − 1   |
| 13 | Kigali      | 16 januari 2016  | African Championship of Nations 2016 | Gabon − Marokko | 0 − 0   |
| 14 | Franceville | 8 oktober 2016   | WK 2018 kwalificatie                 | Gabon − Marokko | 0 − 0   |
| 15 | Casablanca  | 7 oktober 2017   | WK 2018 kwalificatie                 | Marokko − Gabon | 3 − 0   |
| 16 | Tanger      | 15 oktober 2019  | Vriendschappelijk                    | Marokko − Gabon | 2 − 3   |
| 17 | Yaoundé     | 18 januari 2022  | Afrika Cup 2021                      | Gabon − Marokko | 2 − 2   |
| 18 | Agadir      | 6 september 2024 | Afrika Cup 2025 kwalificatie         | Marokko − Gabon | 4 − 1   |
| 19 | Franceville | 15 november 2024 | Afrika Cup 2025 kwalificatie         | Gabon − Marokko | 1 − 5   |

## Samenvatting
| Competitie                      | Totaal gespeeld | Winst Gabon | Gelijk | Winst Marokko | Doelsaldo Gabon – Marokko |
| ------------------------------- | --------------- | ----------- | ------ | ------------- | ------------------------- |
| WK-kwalificatie                 | 6               | 2           | 1      | 3             | 5 − 11                    |
| Afrika Cup                      | 2               | 1           | 1      | 0             | 5 − 4                     |
| Afrika Cup-kwalificatie         | 6               | 2           | 0      | 4             | 5 − 12                    |
| African Championship of Nations | 1               | 0           | 1      | 0             | 0 − 0                     |
| Vriendschappelijk               | 4               | 1           | 1      | 2             | 4 − 10                    |
| Totaal                          | 19              | 6           | 4      | 9             | 19 − 37                   |

FGF · A-internationals · Selecties · Bondscoaches · Olympisch elftal · Gabonees vrouwenelftal
1960 – 1969 ·
1970 – 1979 ·
1980 – 1989 ·
1990 – 1999 ·
2000 – 2009 ·
2010 – 2019 ·
2020 − 2029
1960 · 
1961 · 
1962 · 
1963 · 
1964 ·
1965 · 
1966 · 
1967 · 
1968 ·
1969 · 
1970 · 
1971 · 
1972 · 
1973 ·
1974 ·
1975 ·
1976 · 
1977 · 
1978 · 
1979 · 
1980 · 
1981 · 
1982 · 
1983 · 
1984 · 
1985 · 
1986 · 
1987 · 
1988 · 
1989 · 
1990 · 
1991 · 
1992 · 
1993 · 
1994 · 
1995 · 
1996 · 
1997 · 
1998 · 
1999 · 
2000 · 
2001 · 
2002 · 
2003 · 
2004 · 
2005 · 
2006 · 
2007 · 
2008 · 
2009 · 
2010 · 
2011 · 
2012 · 
2013 · 
2014 ·
2015 ·
2016 ·
2017 ·
2018 ·
2019 ·
2020 ·
2021 ·
2022 ·
2023
Algerije ·
Andorra ·
Angola ·
België ·
Benin ·
Botswana ·
Brazilië ·
Burkina Faso ·
Burundi ·
Centraal-Afrikaanse Republiek ·
Comoren ·
Congo-Brazzaville ·
Congo-Kinshasa ·
Egypte ·
Equatoriaal-Guinea ·
Gambia ·
Ghana ·
Guinee ·
Guinee-Bissau ·
Ivoorkust ·
Kaapverdië ·
Kameroen ·
Kenia ·
Lesotho ·
Libanon ·
Liberia ·
Libië ·
Madagaskar ·
Malawi ·
Mali ·
Malta ·
Marokko ·
Mauritanië ·
Mauritius ·
Mozambique ·
Namibië ·
Niger ·
Nigeria ·
Oeganda ·
Oman ·
Portugal ·
Rwanda ·
Sao Tomé en Principe ·
Saoedi-Arabië ·
Senegal ·
Seychellen ·
Sierra Leone ·
Soedan ·
Swaziland ·
Tanzania ·
Thailand ·
Togo ·
Tsjaad ·
Tunesië ·
Verenigde Arabische Emiraten ·
Wit-Rusland ·
Zambia ·
Zimbabwe ·
Zuid-Afrika ·
Zuid-Soedan
FRMF · A-internationals · Bondscoaches · Marokkaans vrouwenelftal · Olympisch elftal · Lokaal · Marokko U23 · Marokko U21 · Marokko U20 · Marokko U19 · Marokko U18 · Marokko U17
1950 – 1959 ·
1960 – 1969 ·
1970 – 1979 ·
1980 – 1989 ·
1990 – 1999 ·
2000 – 2009 ·
2010 – 2019 ·
2020 − 2029
WK 1970 ·
WK 1986 ·
WK 1994 ·
WK 1998 ·
WK 2018 ·
WK 2022
OS 1964 ·
OS 1972 ·
OS 1984 ·
OS 1992 ·
OS 2000 ·
OS 2004 ·
OS 2012
1944 · 
1957 · 
1958 · 
1959 · 
1960 · 
1961 · 
1962 · 
1963 · 
1964 · 
1965 · 
1966 · 
1967 · 
1968 · 
1969 · 
1970 · 
1971 · 
1972 · 
1973 · 
1974 · 
1975 · 
1976 · 
1977 · 
1978 · 
1979 · 
1980 · 
1981 · 
1982 · 
1983 · 
1984 · 
1985 · 
1986 · 
1987 · 
1988 · 
1989 · 
1990 · 
1991 · 
1992 · 
1993 · 
1994 · 
1995 · 
1996 · 
1997 · 
1998 · 
1999 · 
2000 · 
2001 · 
2002 · 
2003 · 
2004 · 
2005 · 
2006 · 
2007 · 
2008 · 
2009 · 
2010 · 
2011 · 
2012 · 
2013 · 
2014 ·
2015 ·
2016 ·
2017 ·
2018 ·
2019 ·
2020 ·
2021 ·
2022 ·
2023 ·
2024
Albanië ·
Algerije ·
Angola ·
Argentinië ·
Armenië ·
Australië ·
Bahrein ·
België ·
Benin ·
Botswana ·
Brazilië ·
Bulgarije ·
Burkina Faso ·
Burundi ·
Canada ·
Centraal-Afrikaanse Republiek ·
Chili ·
China ·
Colombia ·
Comoren ·
Congo-Brazzaville ·
Congo-Kinshasa ·
Costa Rica ·
DDR ·
Denemarken ·
Duitsland ·
Egypte ·
Engeland ·
Equatoriaal-Guinea ·
Estland ·
Ethiopië ·
Finland ·
Frankrijk ·
Gabon ·
Gambia ·
Georgië ·
Ghana ·
Griekenland ·
Guinee ·
Guinee-Bissau ·
Hongkong ·
Ierland ·
India ·
Indonesië ·
Irak ·
Iran ·
Italië ·
Ivoorkust ·
Jamaica ·
Jemen ·
Joegoslavië ·
Jordanië ·
Kaapverdië ·
Kameroen ·
Kenia ·
Koeweit ·
Kroatië ·
Lesotho ·
Libanon ·
Liberia ·
Libië ·
Luxemburg ·
Malawi ·
Maleisië ·
Mali ·
Mauritanië ·
Mexico ·
Mozambique ·
Myanmar ·
Namibië ·
Nederland ·
Nieuw-Zeeland ·
Niger ·
Nigeria ·
Noord-Ierland ·
Noorwegen ·
Oeganda ·
Oekraïne ·
Oezbekistan ·
Oman ·
Palestina ·
Paraguay ·
Peru ·
Polen ·
Portugal ·
Qatar ·
Roemenië ·
Rusland ·
Rwanda ·
Saoedi-Arabië ·
Sao Tomé en Principe ·
Schotland ·
Senegal ·
Servië ·
Sierra Leone ·
Slowakije ·
Soedan ·
Somalië ·
Sovjet-Unie ·
Spanje ·
Syrië ·
Tanzania ·
Thailand ·
Togo ·
Trinidad en Tobago ·
Tsjechië ·
Tunesië ·
Uruguay ·
Verenigde Arabische Emiraten ·
Verenigde Staten ·
Zambia ·
Zimbabwe ·
Zuid-Afrika ·
Zuid-Jemen ·
Zuid-Korea ·
Zwitserland
België (2022) · 
Frankrijk (2022) ·
Iran (2018) · 
Kroatië (2022, 1) ·
Kroatië (2022, 2) ·
Portugal (2018) · 
Portugal (2022) ·
Spanje (2018) ·
Spanje (2022)